# Charles Valentin Alkan
Charles Valentin Alkan, narozen jako Charles-Valentin Morhange, (30. listopadu 1813 Paříž – 29. března 1888 Paříž) byl francouzský pianista a skladatel.

## Život
Charles-Valentin se narodil 30. listopadu 1813 v Paříži do židovské rodiny. Jeho otec se jmenoval Alkan Morhange a Charles-Valentin i jeho bratr později začali používat otcovo křestní jméno jako své příjmení.
Chlapcovo hudební nadání se projevilo již v raném dětství. Na Pařížskou konzervatoř vstoupil již ve věku šesti let a studoval hru na klavír a na varhany. Jeho učitelem byl Pierre-Joseph-Guillaume Zimmermann, mezi jehož žáky patřili i další slavní francouzští skladatelé, jako Georges Bizet, César Franck, Charles Gounod a Ambroise Thomas. V sedmi letech získal první cenu z hudební teorie. Když mu bylo devět let označil Luigi Cherubini za mimořádné, jak jeho techniku, tak i schopnosti. Svou skladbu označenou opusovým číslem 1, napsal Alkan ve roce 1828, když mu bylo 14 let.
Ve svých dvaceti letech koncertoval v nejvyšších společenských kruzích a vyučoval hudbě. Mezi jeho přátele patřili Franz Liszt, Frédéric Chopin, George Sandová a Victor Hugo. Ve dvaceti čtyřech letech si vybudoval pověst jednoho z největších klavírní virtuózů své doby. I Franz Liszt o Alkanovi prohlásil, že má nejdokonalejší techniku jakou kdy viděl.

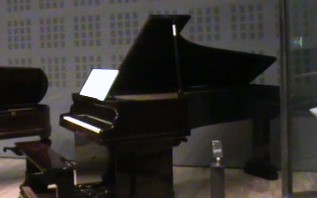
Alkanův pedálový klavír.

Po roce 1850 se Alkan zabýval komponováním pro pedálový klavír. Firma Érard postavila pro něj nový klavír. První veřejný koncert na tento nástroj uskutečnil v roce 1852 s pozitivním diváckým i kritickým ohlasem. Řadu svých skladeb pak předepisoval „pro varhany nebo pedálový klavír“.
Přes slibně započatou kariéru, se z různých osobních důvodů stahoval do ústraní a na veřejnosti vystupoval pouze příležitostně. Existují životní období o kterých není nic známo. Jindy se zase nadlouho ponořil do studia Bible a Talmudu a obě tyto knihy přeložil z původních jazyků do francouzštiny.

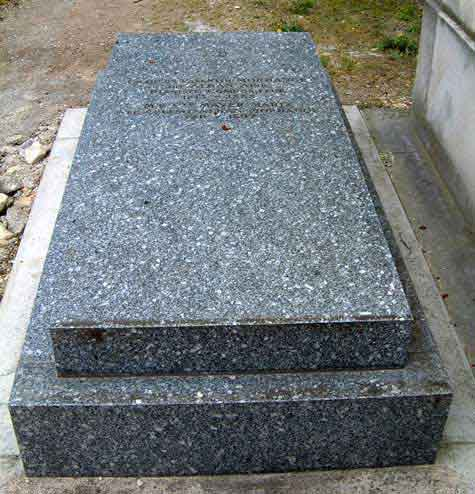
Alkanova hrobka na hřbitově Montmartre.

Charles Valentin Alkan zemřel v Paříži 29. března 1888 ve věku 74 let. Je pohřben na hřbitově na Montmartru.
Měl 6 bratrů a sestru. Sestra Céleste Alkan Meyer Marix(1811–1897) byla rovněž klavírní virtuózkou. Bratr Napoléon Alkan (1826–1906) se stal hudebním skladatelem a učil na Pařížské konzervatoři. Uvádí se, že klavírista Elie-Miriam Delaborde (1839–1913) byl jeho nemanželským synem.

## Dílo
Alkan komponoval skladby převážně určené klavíru. Jeho díla se vyznačují mimořádnou technickou obtížností. Etudy pro všechny durové i molové tóniny op. 35 a 39 svou obtížností převyšují legendární Transcendentální etudy Franze Liszta. K tomu je třeba přičíst i modulace do nezvyklých tónin a purismus v oblasti harmonie, takže lze v jeho skladbách nalézt i trojnásobné křížky.
Hudebně jsou jeho díla v mnoha ohledech nekonvenční a inovativní. Některé z jeho vícevětých skladeb vykazují tzv. „progresivní tonalitu“ známou např. z díla dánského skladatele Carla Nielsena. Např. jeho 1. komorní koncert začíná v a-moll a končí v E-dur.
Po mnoho let smrti byl Alkan jako skladatel téměř zapomenut. O renezanci Alkanova díla se zasloužil zejména klavírista, skladatel a dirigent Ronald Smith, který také napsal Alkanův podrobný životopis.

### Díla podle opusových čísel
Opusová čísla podle skladatele. Některá jsou vynechána a jiná se opakují. Pokud není uvedeno jinak, jde vesměs skladby pro klavír.
- op. 1 – Variace na téma z Klavírního koncertu č. 3 "L'orage"Variations Daniela Steibelta (1836)
- op. 2 - Les Omnibus, Variace C dur (1828)
- op. 3 - Il Etait un p'tit Homme, Rondoletto A dur (1829)
- op. 4 - Rondo brillant pour piano et cordes A dur (1834)
- op. 5 - Largo al factotum, air du Barbier de Séville arrangé en rondo brillant (ztraceno. 1834)
- op. 8 - 6 Morceaux Caractéristiques
- op. 10 - 2 Concertos da Camera pro klavír a orchestr
- op. 12 - Rondeau chromatique h moll (1833)
- op. 12 - 3 Improvisations dans le Style Brilliant (1837, Richault)
- op. 15 - 3 Morceaux dans le Genre Pathétique (1837; No.3 (Morte) es moll
- op. 16 - 3 Etudes de Bravoure (Scherzi) (183nor
- op. 16 - 3 Sets of Variations
- op. 16 - 6 Morceaux Caractéristiques
- op. 17 - Le Preux, Etude de concert B dur (1844)
- op. 17 - Finale (Marche) d moll (1840)
- op. 21 - Grand Duo Concertant fis moll (1842)
- op. 22 - Nocturne H dur (1844)
- op. 23 - Saltarelle e moll (1844)
- op. 24 - Gigue et Air de Ballet dans le Style Ancien (1844)
- op. 25 - Alleluia F dur (1844)
- op. 26 - Marche Funèbre es moll (1846)
- op. 26 - Grande Fantasie sur Don Juan e moll-C dur (1844)
- op. 27 - Marche triomphale H dur (1846)
- op. 27 - Le Chemin de Fer, Etude d moll (1844)
- op. 29 - Bourrée d'Auvergne, Etude c moll (1846)
- op. 30 - Piano Trio g moll (1846)
- op. 31 - 25 Preludes (1847
- op. 32 - 1er & 2e Recueil d'Impromptus (1848, 1849)
- op. 33 - Grande Sonate Les Quatre Ages (1847)
- op. 34 - Scherzo focoso h moll (1847)
- op. 35 - 12 Etudes v durových tóninách (1848)
- op. 37 - 3 Marches quasi da Cavalleria (1857)
- op. 38 - 1er & 2e Recueil de Chants (1857)
- op. 39 - 12 Etudes v mollových tóninách (1857)
- op. 40 - 3 Marches (1857)
- op. 41 - 3 Petites Fantaisies (1857)
- op. 42 - Réconciliation, Petit Caprice en Forme de Zorcico C dur (1857)
- op. 45 - Salut, Cendre de Pauvre! B dur (1857)
- op. 46 - Minuetto alla Tedesca a moll (1857)
- op. 47 - Sonate de concert E dur pro violoncello a klavír (1856)
- op. 50 - Capriccio alla Soldatesca a moll (1859)
- op. 50bis - Le Tambour bat aux Champs h moll (1859)
- op. 51 - 3 Menuets (1859)
- op. 52 - Super Flumina Babylonis (parafráze na žalm CXXXVII) g moll (1859)
- op. 53 - Quasi Caccia A dur (1859)
- op. 54 - Benedictus d moll (1859)
- op. 55 - Une fusée, Introduction et Impromptu in B dur-d moll (1859)
- op. 57 - 2 Nocturnes (1859)
- op. 60 - Ma Chère Liberté, et Ma Chère Servitude (1859)
- op. 60bis - Le Grillon, Nocturne B dur (1859)
- op. 61 - Sonatine a moll (1861)
- op. 63 - 48 Esquisses for Piano (navzdory titulu obsahuje 49 esquisses, 1861)
- op. 64 - 13 Prières (1865)
- op. 65 - 3e Recueil de Chants (1864)
- op. 66 - 11 Grands Préludes et un transcription du Messie de Hændel pro varhany (1867)
- op. 67 - 4e Recueil de Chants (1875)
- op. 69 - Impromptu sur le Choral de Luther pro varhany (1866)
- op. 70 - 5e Recueil de Chants (1872)
- op. 72 - 11 Pièces dans le style religieux, et un transcription du Messie de Hændel pro varhany (1867)
- op. 74 - Les Mois, 12 Morceaux Caracteristiques
- op. 75 - Toccatina (1872)
- op. 76 - 3 Grandes Études (1840)

### Díla bez opusových čísel
- Concerto di Camera No.3 (orchestrální part ztracen, 1834)
- Etude WoO (1840)
- Pas redoublé (1840)
- Jean qui Pleure et Jean qui Rit (1840)
- Variations à la vielle (1840)
- Désir (Petite Fantasie) (1844)
- Impromptu (1844)
- Smyčcový kvartet c-moll (1846)
- Etz chajjim hi (1847)
- Zorcico, Danse Ibérienne (1849)
- Pro organo (1850)
- 3 Anciennes Mélodies Juives (1854)
- Les Regrets de la Nonnette (1854)
- Palpitamento (1855)
- 2e verset du 41e Psaume (1855)
- Étude alla barbaro (1857)
- Halelouyoh (1857)
- Stances de Millevoye (1857)
- Marcia funèbre, sulla morte d'un Pappagallo (1859)
- Le Mourant (1859)
- Petit Conte (1859)
- Petite Preludes sur les 8 Gammes du Plain-Chant (1859)
- Canon (1863)
- Saltarelle, Finale de la Sonate de Concert pour Piano et Violoncelle (aranžmá pro klavír na čtyři ruce, 1865)
- 12 Etudes pro varhany (1866)
- Fantasticheria (1867)
- Paix à la paix (1867)
- Chapeau bas! (1872)
- Bombardo-Carillon (1872)
- Rigaudons des Petits Violons et Hautbois des Louis XIV